# Cyclolabus
Cyclolabus is een geslacht van insecten uit de orde vliesvleugeligen (Hymenoptera) en de familie Ichneumonidae.

## Soorten
- C. albicinctus Heinrich, 1962
- C. alpinus (Habermehl, 1917)
- C. arcticus (Roman, 1924)
- C. arizonae Heinrich, 1962
- C. basirufus Heinrich, 1974
- C. carolinensis Heinrich, 1962
- C. convexus (Uchida, 1956)
- C. dubiosus Perkins, 1953
- C. frivolus (Cresson, 1868)
- C. gibsonatae Heinrich, 1962
- C. gracilicornis (Provancher, 1886)
- C. impressus (Provancher, 1874)
- C. linycops Heinrich, 1975
- C. lobatus Heinrich, 1962
- C. marginalis (Uchida, 1936)
- C. nigricollis (Wesmael, 1845)
- C. pactor (Wesmael, 1845)
- C. robinsoni Heinrich, 1978
- C. signatus (Provancher, 1874)